# Bełchatówek (gmina)
Bełchatówek (od 1973 Bełchatów) – dawna gmina wiejska istniejąca do 1954 roku w woj. łódzkim. Siedzibą władz gminy był Bełchatówek (obecnie osiedle Bełchatowa).
Za Królestwa Polskiego gmina Bełchatówek należała do powiatu piotrkowskiego w guberni piotrkowskiej. 31 maja 1870 do gminy przyłączono pozbawiony praw miejskich Bełchatów.
W okresie międzywojennym gmina Bełchatówek należała do powiatu piotrkowskiego w woj. łódzkim.
1 stycznia 1925 z gminy Bełchatówek ponownie wyłączono osadę Bełchatów, tworząc z niej ponownie miasto Bełchatów, do którego włączono także: kolonię Bełchatów, folwark Bełchatów, osadę włościańską Zdzieszulice, osadę Kempfinówka, wieś Olsztyn, wieś Lipy z łąkami, wieś Zamość z osadą pokarczemną Zamość, części folwarku Dobrzelów o nazwach Ubyszyn i Dobrzelów Freitaga, oraz część folwarku Politanice między wsią Olsztyn, nienazwanym potokiem, płynącym ze wsi Myszaki, a nową granicą Bełchatowa.
Po wojnie gmina zachowała przynależność administracyjną. Według stanu z dnia 1 lipca 1952 roku gmina składała się z 18 gromad: Adamów, Bełchatówek, Bińków, Dobiecin, Dobrzelów, Domiechowice, Edwardów, Helenów, Józefów, Kałduny, Ławy, Myszaki, Niedyszyna, Politanice, Wola Mikorska, Zawady, Zdzieszulice Dolne i Zdzieszulice Górne.
Jednostka została zniesiona 29 września 1954 roku wraz z reformą wprowadzającą gromady w miejsce gmin. Po reaktywowaniu gmin z dniem 1 stycznia 1973 roku gminy Bełchatówek nie przywrócono, utworzono natomiast jej terytorialny odpowiednik, gminę Bełchatów w powiecie bełchatowskim (do której przyłączono w 1977 roku obszar zniesionej gminy Grocholice).